# 受侵略戕害的无辜儿童国际日
受侵略戕害的无辜儿童国际日是一個每年6月4日的联合国纪念活动，在1983年6月3日定立。

## 联合国决议
大会第七届紧急特别会议第ES-7/8号决议
联合国大会在其巴勒斯坦问题第七届紧急特别会议续会上，对巴勒斯坦问题做出审慎考虑，对如此之多的巴勒斯坦和黎巴嫩无辜儿童成为以色列侵略行为的受害者感到震惊，决定将每年的6月4日定为受侵略戕害的无辜儿童国际日。
第31届全体会议

1982年8月19日

## 参見
- 第五次中东战争
- 以巴冲突
- 平民傷亡